# Tim Stolzenburg
Tim Stolzenburg (* 1969 in Stralsund) ist ein deutscher Musiker.
Stolzenburg qualifizierte sich mit 15 Jahren für die Aufnahme am Weimarer "Schloss Belvedere", einer Internatsschule der "Hochschule für Musik Franz Liszt Weimar". Er studierte Violoncello bis 1992 beim Weimarer Professor Brunhard Böhme und anschließend bis zum Konzertexamen 1996 bei Bernhard Gmelin, Professor an der Hochschule für Musik und Theater Hamburg. 
Während des Studiums lernte er Andreas Lehmann und Christian Wilm Müller kennen, mit denen er seit 1990 im "Liszt-Trio Weimar" spielt.
1991 wurde er Solocellist der Kammerphilharmonie des Schleswig-Holstein Musik Festivals. Mit verschiedenen Ensembles sowie mit dem Liszt-Trio, aber auch als Solist spielte er an zahlreichen Orten im In- und Ausland. 1999 wurde er Dozent für das Hauptfach Violoncello an der Hochschule für Musik in Weimar. Ab 2004 lehrte er im Auftrag der "German School of Music Weimar" im südkoreanischen Yongin an der dortigen Kangnam University die Fächer Violoncello und Methodik.
Seit März 2007 ist Stolzenburg einer der Professoren am Institut für Streichinstrumente und Harfe der Hochschule für Musik Franz Liszt Weimar.
Tim Stolzenburg ist verheiratet und hat zwei Kinder.